# Blasco de Garay (1846)

El Blasco de Garay fue un vapor de ruedas con casco de madera de la Armada Española, construido en astilleros ingleses en 1845. Recibió su nombre en honor a Blasco de Garay, marino e inventor español, que en 1543 diseñó una máquina para propulsión naval cuyo principio era muy similar a lo que más tarde sería el sistema de propulsión llamado "de paletas o ruedas".

## Historial
Llegó a Ferrol el 17 de abril de 1846 procedente de Inglaterra, junto con los vapores de ruedas Vulcano y Vigilante y la corbeta de vela Villa de Bilbao. 
El 12 de agosto de 1846, fue constituida una división al mando del capitán de navío José María de la Cruz, con objetivo de ejercitar a las dotaciones en cruceros sobre las costas de Galicia y Portugal. El Blasco de Garay fue asignado a la misma hasta su disolución el 17 de noviembre de 1847. 
Los disturbios producidos en Italia por los intentos de unificación y la proclamación de la República Romana habían despojado al Papa de sus bienes temporales. El Presidente del Consejo de Ministros, Narváez, tras conseguir el apoyo de Austria, Francia y las Dos Sicilias, ordenó la formación de un ejército y despachó una expedición a Roma.
El 7 de enero de 1849 zarpó del puerto de Cádiz una escuadra al mando del brigadier José María Bustillo, formada por la fragata Cortés (insignia), las corbetas Villa de Bilbao, Ferrolana y Mazarredo, el bergantín Volador y los vapores de ruedas Blasco de Garay, Colón, Castilla y León, que transportaban a 4900 hombres del 3.er batallón de Granaderos, 3.er batallón del Rey, 1.er batallón de la Reina Gobernadora, dos batallones del Regimiento San Marcial, el 7.º de Cazadores de Chiclana, una compañía de ingenieros, dos baterías de artillería montada y una sección de caballería, al mando del teniente general Fernando Fernández de Cordova y de su segundo el mariscal de campo Francisco de Lersundi, en apoyo de la Santa Sede, la cual regresó en marzo del año siguiente, una vez restablecida la autoridad pontificia. 

Ya en 1858 formaba parte de la escuadra de Cuba, compuesta por los siguientes buques:
- Navío Reina Isabel II
- Fragatas: Esperanza, Bailén, Cortés y Berenguela
- Bergantines: Habanero, Pelayo, Valdés, Alsedo, Galiano y Nervión
- Goletas: Isabel II, Juanita, Cristina e Isabel Francisca
- Pailebote Churruca
- Vapores de ruedas: Francisco de Asís, Colón, Blasco de Garay, Hernán Cortés, León, Don Juan de Austria, Conde de Venadito, Guadalquivir, Neptuno y General Lezo
- tres transportes.

En 1859 el vapor Blasco de Garay fue enviado a La Guaira como respuesta a las matanzas de españoles en Venezuela.
Intervino en 1861 en operaciones en Santo Domingo, durante el periodo de su anexión voluntaria a España. Posteriormente, entre 1861-1862, participó en la expedición a México, como parte de la escuadra que mandaba el general Joaquín Gutiérrez de Rubalcava, comandante general del Apostadero de La Habana.
Con motivo de la Guerra Ruso-Turca de 1878, fue destacado a Oriente. 
Figuraba como desarmado en el estado general de la Armada de 1885.